# Euphorbia acanthodes
Euphorbia acanthodes är en törelväxtart som beskrevs av Akhani. Euphorbia acanthodes ingår i släktet törlar, och familjen törelväxter.
Artens utbredningsområde är Iran. Inga underarter finns listade i Catalogue of Life.